# باشگاه فوتبال اسوفهام تاون
باشگاه فوتبال اسوفهام تاون (به انگلیسی: Swaffham Town Football Club) یک باشگاه فوتبال در شهر اسوفهام، کشور انگلستان است که در سال ۱۸۹۲ میلادی تأسیس شده‌است.